# Massac County
Massac County är ett county i delstaten Illinois, USA. År 2010 hade countyt 15 429 invånare. Den administrativa huvudorten (county seat) är Metropolis.

## Geografi
Enligt United States Census Bureau har countyt en total area på 627 km². 619 km² av den arean är land och 8 km² är vatten.

### Angränsande countyn
- Pope County - nord
- Livingston County, Kentucky - öst
- McCracken County, Kentucky - syd
- Pulaski County - väst
- Johnson County - nordväst